# Castronia collaris
Castronia collaris är en fjärilsart som beskrevs av Jones 1912. Castronia collaris ingår i släktet Castronia och familjen björnspinnare. Inga underarter finns listade i Catalogue of Life.